# Campeonato Mundial de Meia Maratona de 1995
O 4º Campeonato Mundial de Meia Maratona foi realizado em 1º de outubro de 1995 em Montbéliard–Belfort, França. Um total de 243 atletas, 147 homens e 96 mulheres, de 54 países, participaram.

## Resultados

### Corrida Masculina

#### Individual
| Posição | Competidor         | Nacionalidade | Tempo   |
| ------- | ------------------ | ------------- | ------- |
| 1       | Moses Tanui        | KEN           | 1:01:45 |
| 2       | Paul Yego          | KEN           | 1:01:46 |
| 3       | Charles Tangus     | KEN           | 1:01:50 |
| 4       | Antonio Serrano    | ESP           | 1:01:56 |
| 5       | Josia Thugwane     | RSA           | 1:02:28 |
| 6       | Delmir dos Santos  | BRA           | 1:02:32 |
| 7       | Herder Vázquez     | COL           | 1:02:32 |
| 8       | Nobuyuki Sato      | JPN           | 1:02:36 |
| 9       | Yoshifumi Miyamoto | JPN           | 1:02:38 |
| 10      | Joaquim Pinheiro   | POR           | 1:02:40 |
| 11      | Bartolomé Serrano  | ESP           | 1:02:41 |
| 12      | Vincenzo Modica    | ITA           | 1:02:48 |
| 13      | Danilo Goffi       | ITA           | 1:02:49 |
| 14      | Oleg Strizhakov    | RUS           | 1:02:54 |
| 15      | Giacomo Leone      | ITA           | 1:02:54 |

#### Equipas
| Posição | País    | Competidores                                                    |
| ------- | ------- | --------------------------------------------------------------- |
| 1       | Quênia  | Moses Tanui (1º) Paul Yego (2º) Charles Tangus (3º)             |
| 2       | Espanha | Antonio Serrano (4º) Bartolomé Serrano (11º) Pablo Sierra (19º) |
| 3       | Itália  | Vincenzo Modica (12º) Danilo Goffi (13º) Giacomo Leone (15º)    |

### Corrida Feminina

#### Individual
| Posição | Competidora        | Nacionalidade | Tempo   |
| ------- | ------------------ | ------------- | ------- |
| 1       | Valentina Yegorova | RUS           | 1:09:58 |
| 2       | Cristina Pomacu    | ROM           | 1:10:22 |
| 3       | Anuţa Cătună       | ROM           | 1:10:28 |
| 4       | Colleen De Reuck   | RSA           | 1:10:34 |
| 5       | Alla Zhilyaeva     | RUS           | 1:10:39 |
| 6       | Elena Fidatof      | ROM           | 1:10:39 |
| 7       | Ana Isabel Alonso  | ESP           | 1:10:43 |
| 8       | Zahia Dahmani      | FRA           | 1:11:28 |
| 9       | Maura Viceconte    | ITA           | 1:11:32 |
| 10      | Rocío Ríos         | ESP           | 1:11:42 |
| 11      | Aurica Buia        | ROM           | 1:11:44 |
| 12      | Kamila Gradus      | POL           | 1:11:45 |
| 13      | Marleen Renders    | BEL           | 1:11:52 |
| 14      | Lynn Doering       | USA           | 1:11:54 |
| 15      | Carmen Fuentes     | ESP           | 1:12:01 |

#### Equipas
| Posição | País    | Competidoras                                                       |
| ------- | ------- | ------------------------------------------------------------------ |
| 1       | Romênia | Cristina Pomacu (2ª) Anuţa Cătună (3ª) Elena Fidatof (6ª)          |
| 2       | Rússia  | Valentina Yegorova (1ª) Alla Zhilyaeva (5ª) Firiya Sultanova (17ª) |
| 3       | Espanha | Ana Isabel Alonso (7ª) Rocío Ríos (10ª) Carmen Fuentes (15ª)       |